# Fyodor Ivanovitch Tiensenhausen
Bá tước Berend Gregor Ferdinand von Tiesenhausen (tiếng Nga:Fiodor Ivanovitch Tiensenhausen; 1 tháng 6 năm 1782, Reval – 2 tháng 12 năm 1805, Austerlitz) là một nhà quý tộc và là một tướng lĩnh gốc Đức của quân đội Đế quốc Nga. Ông đã chiến đấu và hy sinh trong trận Austerlitz chống lại quân Pháp do Hoàng đế Napoléon Bonaparte chỉ huy.

## Tiểu sử
Ferdinand von Tiesenhausen xuất thân từ một gia đình quý tộc Đức định cư ở vùng Ban Tích ngay từ thời của Cuộc Thập tự chinh Phương Bắc hồi đầu thế kỷ thứ 12 và cũng là một trong những gia đình quý tộc giàu có nhất và lớn nhất trong khu vực (Tiesenhausen hay Tyzenhauz). Cha ông là Bá tước Hans Heinrich von Tiesenhausen (1741–1815) còn mẹ ông là Catherine, Công nương xứ Stackelberg (1753–1826). Tiesenhausen cũng là chồng của Công nương Elizaveta Golenishchev-Kutuzov, con gái của Nguyên soái Mikhail Illarionovich Kutuzov, vị anh hùng của nước Nga trong cuộc Chiến tranh Vệ quốc chống lại Napoléon Bonaparte vào năm 1812. Elizaveta và Ferdinand có với nhau hai mặt con: Yekaterina Fyodorovna (1803–1888), một thị nữ của Hoàng gia Nga và  Daria Fyodorovna (1804–1863), vợ của Bá tước Karl Ludwig von Ficquelmont.
Trong cuộc chiến tranh chống Napoléon, Tiesenhausen phục vụ trong quân đội Đế quốc Nga dưới quyền chỉ huy của cha vợ mình và trở thành sĩ quan phụ tá của Nga hoàng Aleksandr I. Trong trận Austerlitz, Tiesenhausen, Kutuzov và các đồng đội của họ đã chiến đấu dũng cảm chống quân Pháp tại cao điểm Pratzen. Kutuzov bị thương nhưng không chết. Còn Tiesenhausen, khi phất cao lá quân kỳ và xung phong như vũ bão nhằm tập hợp lại một Tiểu đoàn bị tan vỡ, đã ăn ngay đạn của địch và bị trọng thương. Rất có thể là Kutuzov đã chứng kiến tận mắt thảm cảnh này. Khi Napoléon I nhìn thấy Tiesenhausen đang nằm hấp hối trên chiến trường, tay vẫn cầm chặt lá cờ, vị Hoàng đế Pháp đã nhận xét rằng: "Thật là một cái chết vinh quang !". Sau đó Tiesenhausen đã được đưa đến ngôi nhà của gia đình Malik ở Straßendorf để điều trị, nhưng vết thương của ông quá nặng và Tiesenhausen qua đời sau đó. Ông được mai táng trong vườn nhà của Malik, nhưng sau đó đã được cải táng tại phần lãnh địa của gia đình mình ở Reval. Một tháp tưởng niệm bằng cẩm thạch đã được dựng lên trong khuôn viên Nhà thờ Giáo hội Luther ở Reval nhằm tưởng nhớ Tiesenhausen.
Hình mẫu của nhân vật Andrei Bolkonski trong tiểu thuyết Chiến tranh và Hòa bình đã được xây dựng dựa trên nguyên mẫu của Bá tước Tiesenhausen. Cụ thể là hành động Andrei giương cao lá quân kỳ xông lên và bị thương trong trận chiến ở Austerlitz.
- (tiếng Đức) Tatiana de Metternich,  Die Stroganoffs. Ein ungekrönte Dynastie, Munich, Kraus
- (tiếng Đức) Alfons Clary-Aldringen, Geschichten eines alten Österreichers, Francfort-sur-le-Main, Ullstein, 1977